# Santa Cruz (Cabo Verde)
Santa Cruz es un municipio caboverdiano situado en la isla de Santiago. La capital del municipio es la ciudad de Pedra Badejo. 
Santa Cruz es el lugar de nacimiento de Orlando Pantera y de Catchás, dos de los principales músicos caboverdinos.

## Historia
Se estableció en 1971, cuando dos freguesias del municipio de Praia se separaron para crear este municipio. En 2005 la freguesia sureña se escindió para formar el municipio de São Lourenço dos Órgãos.

## Organización territorial
Consta de una freguesia:
- Santiago Maior

## Demografía
| Gráfica de evolución demográfica de Santa Cruz entre 1940 y 2021 |
| |
| Población del municipio entre los años 1940 y 2010 según el censo de población de la página web Opendataforafrica.org. Población estimada según el Instituto Nacional de Estatística de Cabo Verde. Población según el resultado censal preliminar de 2021 del Instituto Nacional de Estatística de Cabo Verde según la página web citypopulation.de. |

## Patrimonio cultural inmaterial

### Festividades
El 25 de julio se celebra la festividad de Santiago en la localidad de Pedra Badejo.

## Economía
Aproximadamente una de cada tres personas de Santa Cruz se dedica a la agricultura, especialmente en la ganadería y la silvicultura. El comercio, la construcción y la administración pública son de importancia secundaria. La precariedad de la ocupación es una realidad para aproximadamente el 47% de la población. El turismo esta en desarrollo y tiene un futuro prometedor, facilitada en gran medida por la proximidad de la ciudad de Praia. Un grupo alemán prevé la construcción de un puerto deportivo, cerca del antiguo puerto de Pedra Badejo.

## Ciudades hermanadas
- Aveiro, Portugal.